# 加斯帕·桑兹
 弗朗西斯科·巴塞洛缪·桑兹·塞尔马 （西班牙語：Francisco Bartolomé Sanz Celma，1640年4月4日(受洗)—1710年，通常被称为加斯帕·桑兹（Gaspar Sanz），西班牙阿拉贡作曲家，吉他演奏家，管风琴演奏家同时还是一个牧师。桑兹成长于一个富有的家庭，他曾在萨拉曼卡大学学习音乐，神学和哲学其后又在那里担任音乐教授。他写的三卷巴洛克吉他演奏教程已经成为了如今重要的古典吉他保留曲目，同时也是现代学者研究巴洛克吉他演奏技巧的重要依据。

## 生平
桑兹的确切出生日期无法确定，但是他的受洗记录保存在卡兰达的一座教堂中（Calanda de Ebro），后来他又将其名字改为加斯帕（Gaspar）。
在萨拉曼卡大学获得神学学士后，桑兹周游了那不勒斯，罗马，或许还去过威尼斯，籍此来增长音乐见识。他自行决定到梵蒂冈的唱诗班指挥奥拉齐奥·本尼沃里（Orazio Benevoli）和那不勒斯皇家礼拜堂的管风琴师克里斯托法罗·卡雷萨纳（Cristofaro Caresana）门下学习，又花了几年给那不勒斯的西班牙总督当管风琴师。
桑兹在和莱里奥·科里斯塔（Lelio Colista）学习期间学会了吉他, 同时意大利的吉他演奏家福斯卡里尼（Giovanni Paolo Foscarini), 格拉纳特（Giovanni Battista Granata) 还有科尔贝塔（Francesco Corbetta) 的作品也对桑兹产生了影响。当桑兹回到西班牙后，他被任命为腓力四世（King Philip IV）和一个女演员玛丽亚·卡尔德隆（Maria Calderon）的私生子奥地利的约翰（John of Austria the Younger）的吉他教师。

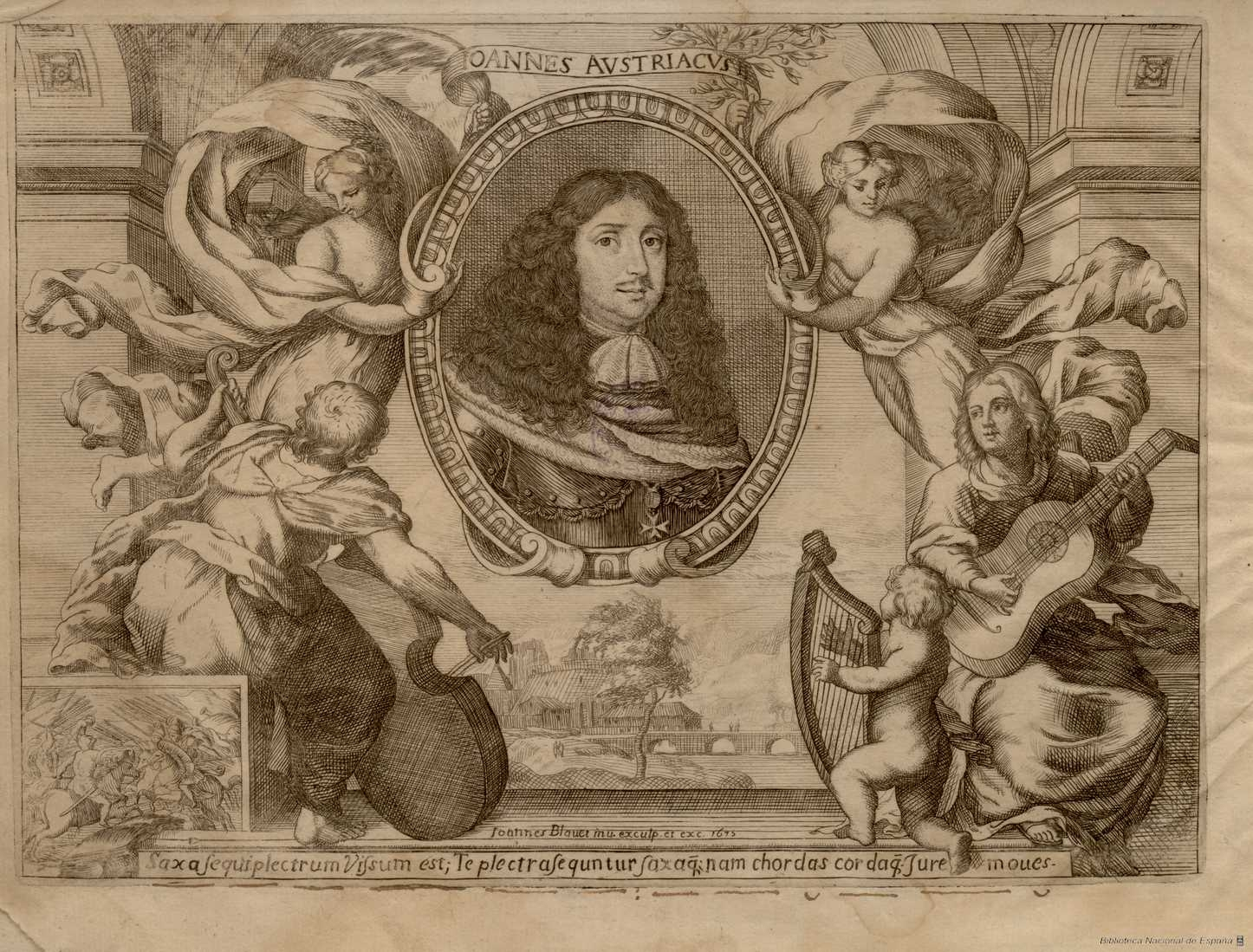
John of Austria as he appears on the dedication page of Instrucción de música sobre la Guitarra Española

桑兹1674年时在阿拉贡的首府萨拉格萨出版了他的第一卷吉他教程（Instrucción de Música sobre la Guitarra Española）并献给了奥地利的约翰。1675年第二卷教程在萨拉格萨印刷时被命名为（Libro Segundo de cifras sobre la guitarra española）。在1697年时，桑兹将第三卷教程（Libro tercero de mùsica de cifras sobre la guitarra española）连同之前两卷合并后使用第一卷的名字再次出版，并总共再版8次，这包含了指弹和扫弦技巧的九十个杰作是目前仅知的桑兹对吉他的贡献。
除了他音乐上的才华，桑兹还因他的文学作品在生前被人所知，他曾写过一些诗还有两本书但现在几乎都被遗忘了。他对丹尼厄罗·巴托利（Daniello Bartoli）的 L'huomo di lettere 的杰出翻译首次发表于1678年，另外两个版本分别出版于1744年和1787年。